# Lethe (Mythologie)
Die Lethe (altgriechisch ἡ Λήθη hē Lḗthē [hɛː lɛ́:tʰɛː], deutsch ‚das Vergessen‘) ist einer der Flüsse in der Unterwelt der griechischen Mythologie.

## Bedeutung

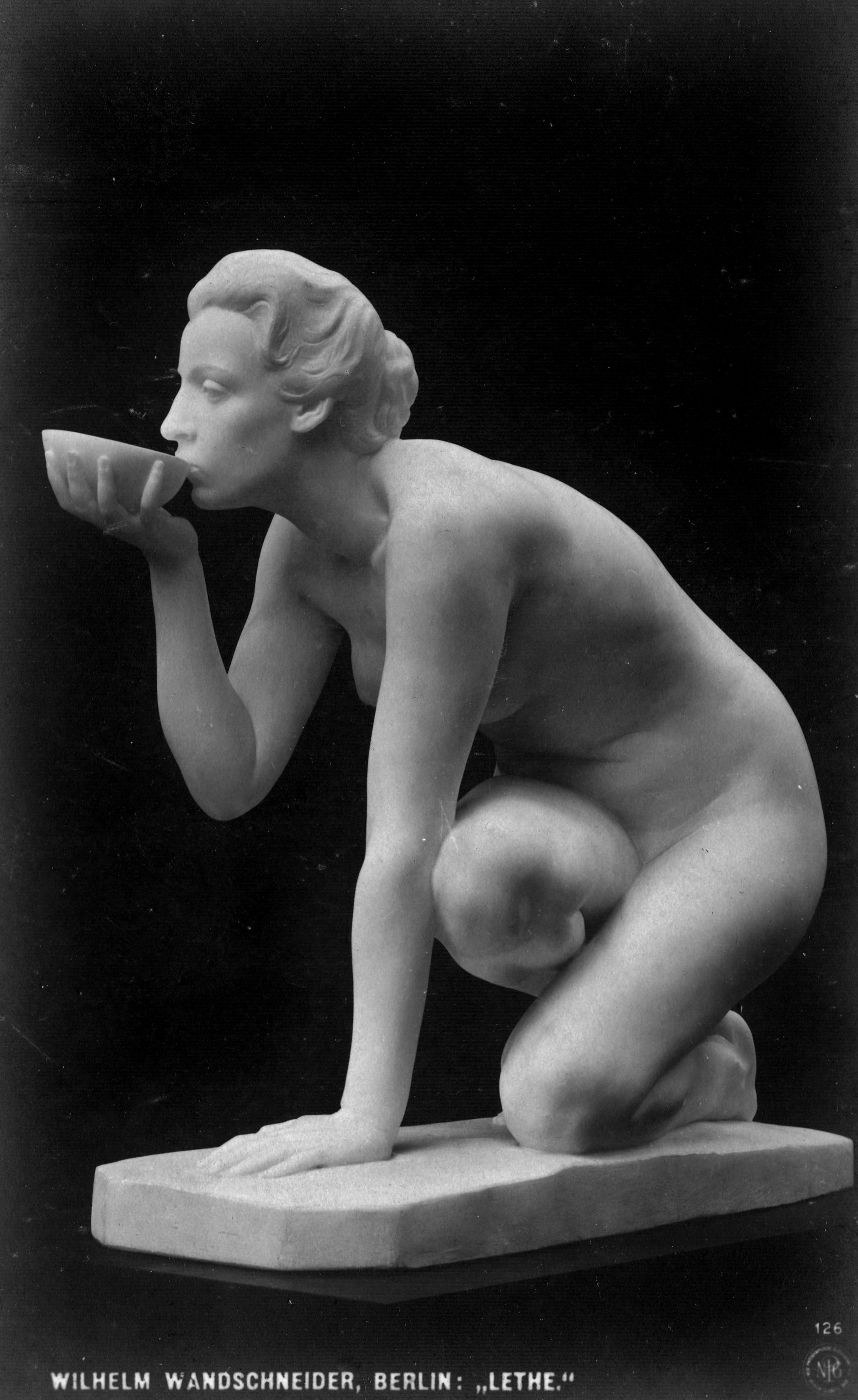
Skulptur von Wilhelm Wandschneider

Der Name bedeutet Vergessen, Vergessenheit, auch im Sinne von Verborgenheit, zu altgriechisch λήθω lḗthō, deutsch ‚verborgen sein‘. Das griechische Wort für Wahrheit, ἀλήθεια alḗtheia, leitet sich von derselben Wurzel her und bedeutet eigentlich Unverborgenheit.
Man glaubte im alten Griechenland, wer vom Wasser der Lethe trinke, verliere seine Erinnerung vor dem Eingang ins Totenreich. Nach einer anderen Überlieferung mussten die Seelen aus dem Fluss trinken, damit sie sich nicht mehr an ihr vergangenes Leben erinnerten, um wiedergeboren zu werden. Wie es in der Aeneis Vergils heißt: „Die Seelen nun, denen das Fatum andere Leiber bestimmt, / schöpfen aus Lethes Welle heiteres Nass, so trinken sie langes Vergessen“.
Mnemosyne, ein weiterer der vielen Flüsse der Unterwelt, soll genau die umgekehrte Wirkung haben: Wer aus ihr trank, erinnerte sich an alles und war danach mit der Gabe der Allwissenheit ausgestattet. 
Sowohl Lethe als auch Mnemosyne finden sich auch als personifizierte Daimones in der griechischen Mythologie.

## Orphicae Lamellae
In Süditalien, Nordgriechenland, Kreta, Sizilien und Rom wurden aus dem 4. Jahrhundert v. Chr. stammende Orphicae Lamellae („Totenpässe“) gefunden. Sie stammen aus bacchischen oder orphischen Kulten und enthielten schriftliche Anweisungen in Versform. Die Orphicae Lamellae sollten dem Toten als Pass und Ausweis vor dem Totengericht der Persephone dienen. Eines der Goldblättchen aus der Nähe von Lebadeia erwähnt die Quellen von Mnemosyne und Lethe. Und im Dokument der Mnemosyne (Blättchen aus Petelia, Pharsalos, Hipponion und Entella) heißt es:

„Du wirst im Haus des Hades rechts eine Quelle finden, neben der eine weiße Zypresse steht. Dort atmen (kühlen sich) die herabsteigenden Seelen der Toten. Dieser Quelle sollst du nicht nahekommen. Weiterhin wirst du das kühle Wasser finden, das aus dem Teich der Mnemosyne hervorströmt. Darüber (über dem Wasser) befinden sich Wächter. Sie werden dich fragen, warum du dorthin kommst. Ihnen sollst du wirklich die ganze Wahrheit sagen. Sprich: Ich bin ein Sohn der Erde (Gē) und des gestirnten Himmels (Uranos), aber mein Geschlecht ist himmlisch, das wißt ihr ja auch selbst. Aber ich bin ausgetrocknet vor Durst und gehe zugrunde; so gebt mir rasch das kühle Wasser, das aus dem Teich der Mnemosyne fließt. Dann werden die Könige unter der Erde Mitleid mit dir haben, und sie selbst werden dir aus der göttlichen Quelle zu trinken geben. Und wenn du dann getrunken hast, darfst du den heiligen Weg gehen, den auch die anderen berühmten Mysten und Bakchoi gehen. Dann wirst du zusammen mit den anderen Toten-Heroen ein Herrscher sein.“

Auch der in einem Heroengrab bei Thurioi, Süditalien, gefundene Spruch warnt den Toten, nicht aus dem Fluss Lethe zu trinken.